# NGC 6757
NGC 6757 is een balkspiraalstelsel in het sterrenbeeld Draak. Het hemelobject werd op 15 augustus 1884 ontdekt door de Amerikaanse astronoom Lewis A. Swift.

## Synoniemen
- UGC 11401
- MCG 9-31-19
- ZWG 280.13
- PGC 62752